# Begoña Villacís Sánchez
Begoña Villacís Sánchez (Madrid, 4 de novembre de 1977) és una advocada i política espanyola, regidora de Ciutadans a l'Ajuntament de Madrid entre 2015 i 2023.

## Formació
El 2000 va obtenir la llicenciatura en dret per la Universitat CEU San Pablo. Dos anys després va realitzar un màster en assessoria fiscal i dret tributari a la Universitat Pontifícia de Comillas.

## Carrera
Des de juny de 2003 ha estat responsable de les àrees de dret tributari, laboral i mercantil de Legalitas. Durant tres anys va viure a Virgínia (EUA).
Com a experta en dret, va col·laborar de forma habitual als programes de televisió Amigas y conocidas, El gato al agua, España Directo i La mañana de La 1. Va ser precisament en una tertúlia televisiva, on va conèixer al president del partit Ciutadans, Albert Rivera. Votant d'aquest partit, va començar a col·laborar-hi el setembre de 2014, assessorant-lo gratuïtament sobre impostos locals, i es va afiliar a principis de 2015. Dos mesos després, es va presentar per ser candidata de Ciutadans a l'alcaldia de Madrid, després de reunir 234 avals, i es va imposar en primàries a l'altre pre-candidat, Jaime Trabuchelli, amb el 60% dels suports (357 vots enfront de 230).

## Vida personal
Està separada i és mare de tres nenes.